# Fukurokuju
Fukurokuju (福祿壽 (Phúc Lộc Thọ)) là một trong Thất Phúc Thần theo thần thoại Nhật Bản. Hình ảnh của ông được du nhập từ hình ảnh Tam Đa trong thần thoại Trung Quốc. Hình ảnh của ông được liên hệ gần nhất với Thọ Tinh trong Tam Đa Trung Quốc, ông là Thần của Trí tuệ và Tuổi thọ. Tuy nhiên có sự khác biệt là nếu Phúc Lộc Thọ trong thần thoại Trung Hoa là 3 vị thần khác nhau thì Phúc Lộc Thọ trong thần thoại Nhật Bản chỉ là một thần duy nhất. Theo một vài người thì trước khi đạt được thần tính, thần là một ẩn sĩ nhà Tống và là hậu kiếp của thần Trấn Vũ trong Đạo giáo. Truyền thuyết kể rằng trong lúc hiện thân là người của mình, ông là một tiên nhân, một đạo sĩ không cần ăn mà vẫn sống khỏe mạnh.

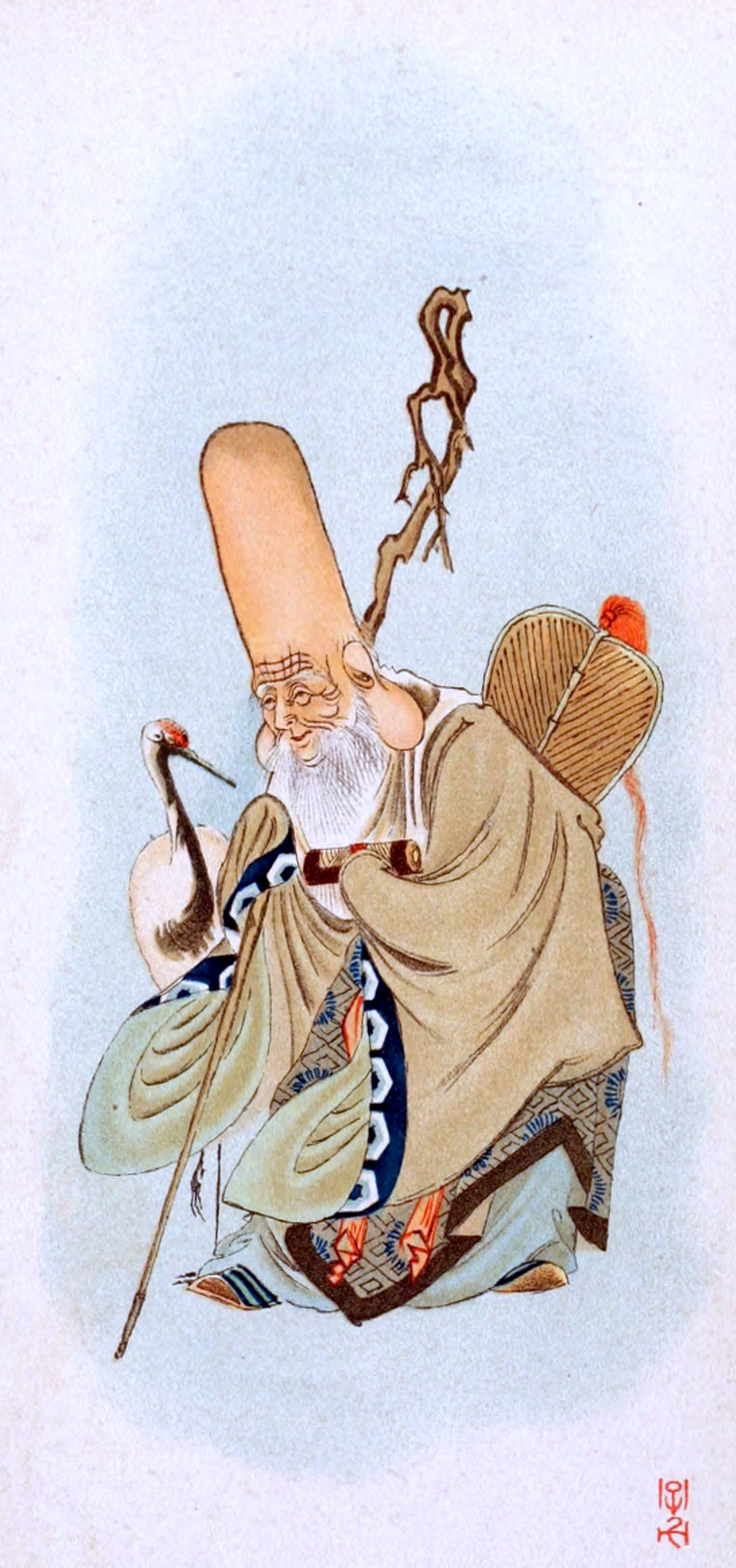
Fukurokuju.

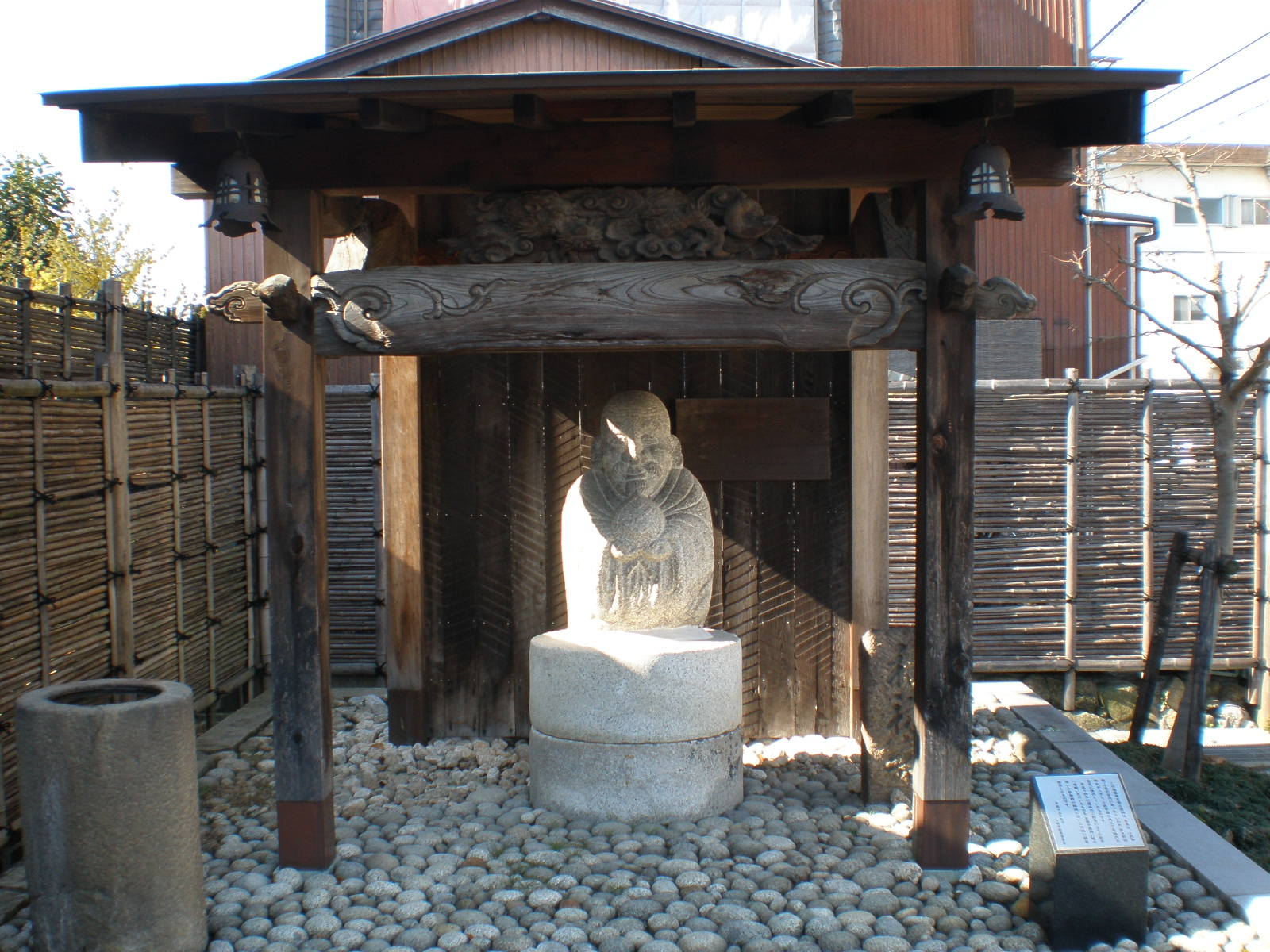
Tượng Fukurokuju bằng đá.

Đôi lúc, ông cũng bị nhầm lẫn với Jurōjin vị tiên mà theo như vài truyền thuyết là cháu của Fukurokuju và một vài truyền thuyết khác nói rằng sống cùng cơ thể với Fukurokuju.
Hình ảnh thường thấy nới Fukurokuju một ông lão có cái đầu hói, trán cao, với một bộ râu dài, là hiện thân của Nam Cực tinh. Trên chiếc gậy ông cầm có buộc cùng với một cuốn sách thiêng ghi thọ mệnh của mọi người trên đời. Đi cùng với thường là bạch hạc hay rùa đều là những loài vật tượng trưng cho sự trường thọ. Ông ấy cũng thường đi chung với một con hươu đen (theo truyền thuyết hươu trở nên đen khi nó sống hơn 2000 tuổi).
Thần là vị thần duy nhất trong Thất Phúc Thần có khả năng hồi sinh người chết.